# SAR-Lupe

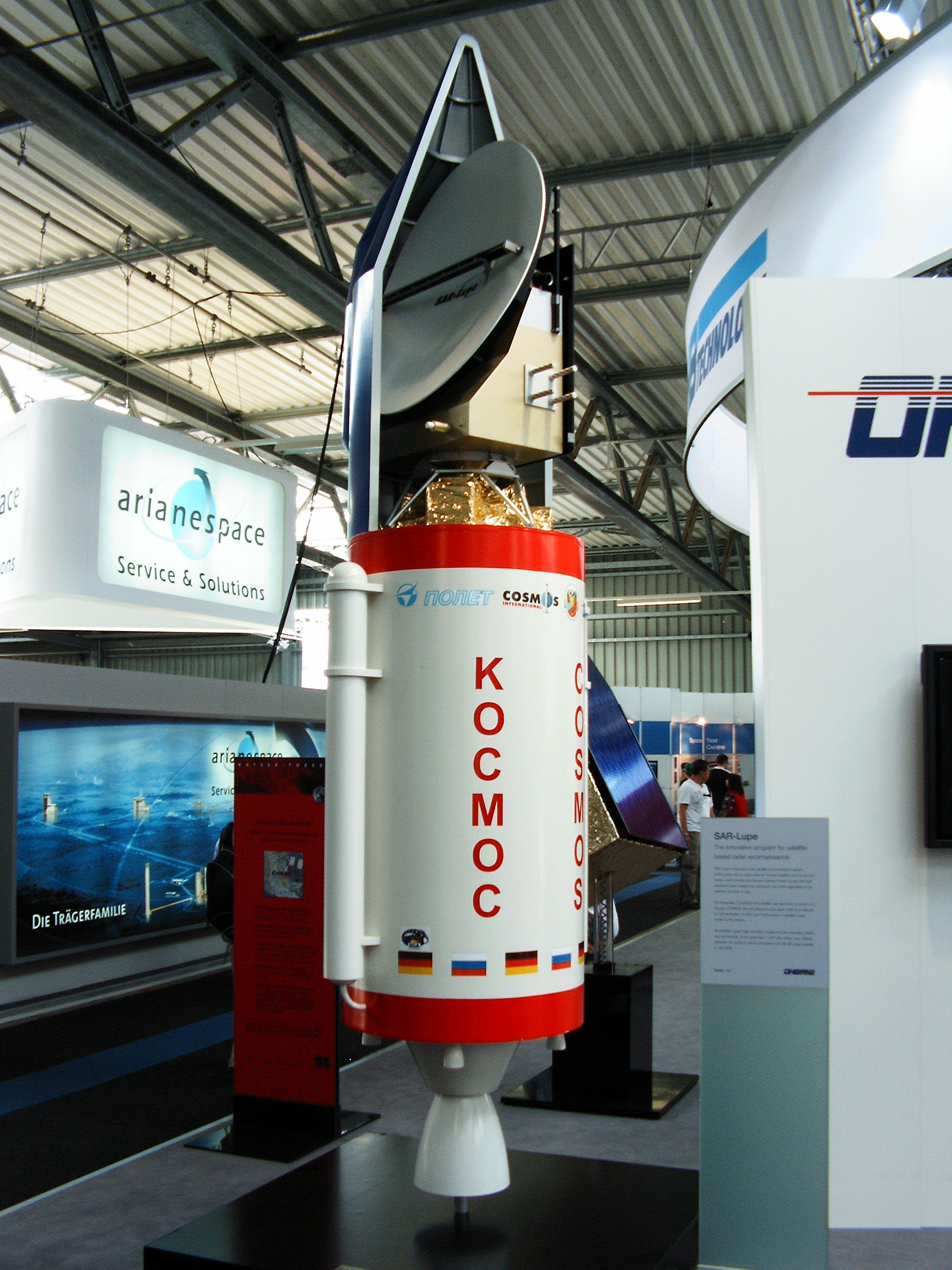
Modelo de um satélite SAR-Lupe montado no último estágio do veículo lançador Kosmos-3M

SAR-Lupe é a denominação do primeiro sistema de satélites de reconhecimento alemão usado para fins militares. O termo "SAR" é abreviação de Synthetic Aperture Radar e "Lupe" é a palavra alemã para Lupa. [carece de fontes?]
O programa SAR-Lupe consiste de cinco satélites idênticos de 770 kg de massa, desenvolvidos pela empresa OHB-System controlados por uma estação em terra que é responsável por controlar o sistema e analisar os dados recebidos.[carece de fontes?]
As imagens de alta resolução do sistema SAR-Lupe, podem ser obtidas de dia ou de noite e em qualquer condição de tempo. O primeiro satélite da série foi lançado em 19 de Dezembro de 2006 do Cosmódromo de Plesetsk na Rússia, cerca de um ano depois da data inicialmente prevista; os quatro outros satélites foram lançados com cerca de seis meses de intervalo e todo o sistema atingiu o status de "totalmente operacional" em 22 de Julho de 2008.
Os cinco satélites operam em três órbitas de 500 km, em planos separados por cerca de 60 graus. Eles usam a frequência de radar conhecida como banda X fornecendo resolução de cerca de 50 cm em quadros de 5,5 km ou 1 m em quadros de 8km x 60km. O tempo de resposta para imagens de uma área específica é de dez horas ou menos. A empresa Thales Alenia Space fornece os componentes básicos dos sensores do "Synthetic Aperture Radar".
Um substituto para o SAR-Lupe, chamado SARah está sendo planejado para entra em serviço entre 2017 e 2019. Ele vai consistir de três satélites de radar e um satélite ótico. Os satélites do sistema SARah vão ser maiores e mais potentes em todos os aspectos do que os do SAR-Lupe.